# Брантињи
Брантињи (фр. Brantigny) насеље је и општина у североисточној Француској у региону Лорена, у департману Вогези која припада префектури Епинал.
По подацима из 2011. године у општини је живело 199 становника, а густина насељености је износила 66,11 становника/km². Општина се простире на површини од 3,01 km². Налази се на средњој надморској висини од 391 метар (максималној 402 m, а минималној 279 m).

## Демографија
| 1962. | 1968. | 1975. | 1982. | 1990. | 1999. | 2011. |
| ----- | ----- | ----- | ----- | ----- | ----- | ----- |
| 121   | 127   | 95    | 162   | 151   | 149   | 199   |

График промене броја становника у току последњих година